# Noisy-sur-Oise
Noisy-sur-Oise ist eine französische Gemeinde mit 582 Einwohnern (Stand: 1. Januar 2022) im Département Val-d’Oise in der Region Île-de-France; sie gehört zum Arrondissement Pontoise und zum Kanton L’Isle-Adam. Die Einwohner werden Noiséens genannt.

## Geographie
Noisy-sur-Oise liegt etwa 31 Kilometer nördlich von Paris an einem Bogen der Oise, die die nördliche Gemeindegrenze bildet. Im Süden liegt der Wald von Carnelle. Umgeben wird Noisy-sur-Oise von den Nachbargemeinden Bruyères-sur-Oise im Norden, Asnières-sur-Oise im Osten, Saint-Martin-du-Tertre im Süden sowie Beaumont-sur-Oise im Westen.

## Bevölkerungsentwicklung
| Jahr                       | 1962 | 1968 | 1975 | 1982 | 1990 | 1999 | 2006 | 2018 |
| Einwohner                  | 366  | 384  | 387  | 423  | 560  | 667  | 699  | 659  |
| Quellen: Cassini und INSEE |      |      |      |      |      |      |      |      |

## Sehenswürdigkeiten
- Kirche Saint-Germain aus dem 15. und 18. Jahrhundert, seit 1969 Monument historique
- Haus Les Tourelles, auf den Resten einer mittelalterlichen Burganlage erbaut
- frühere Zehntscheune Le Valdampierre
- Waschhaus, erbaut 1862

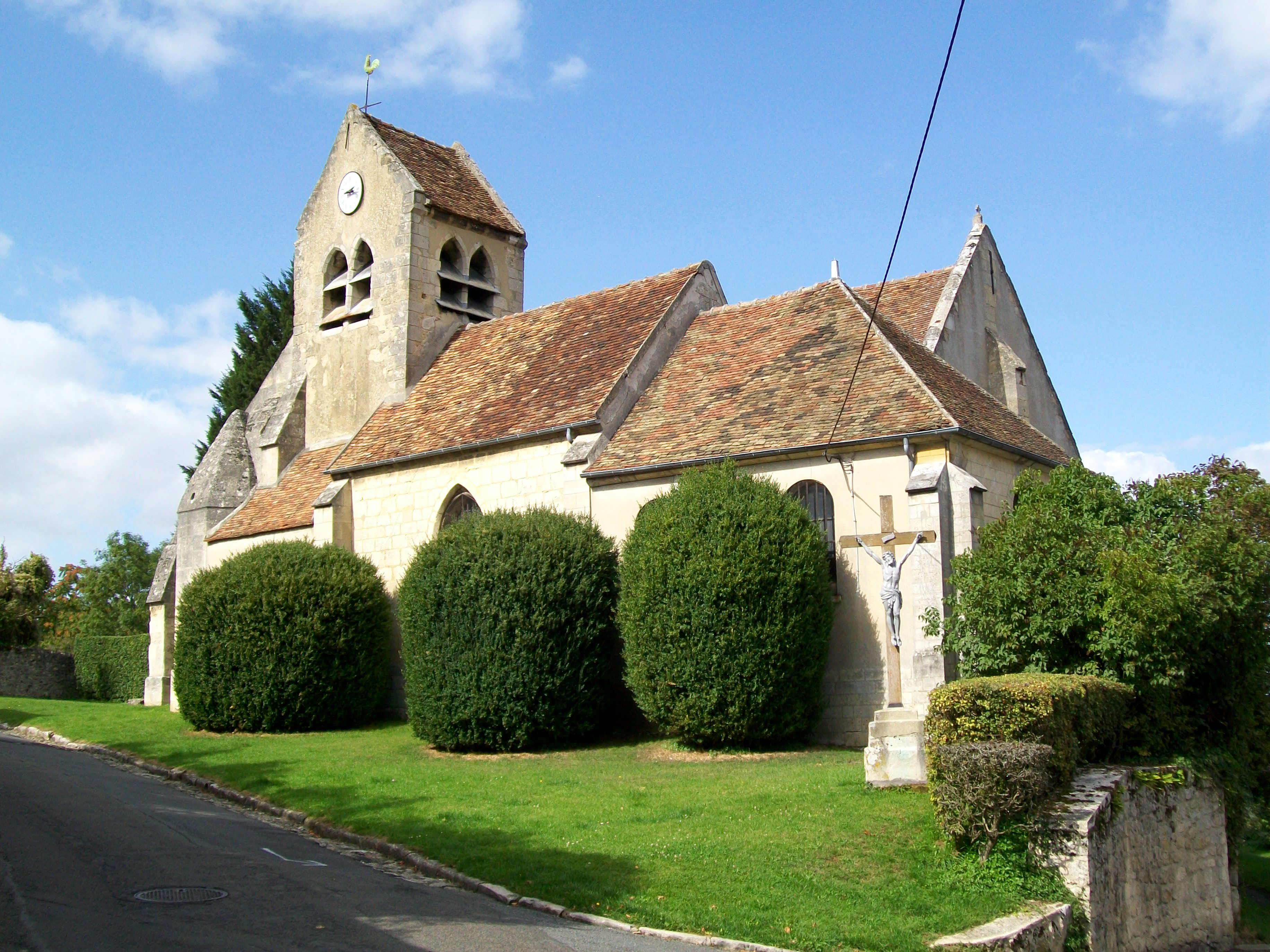
Kirche Saint-Germain
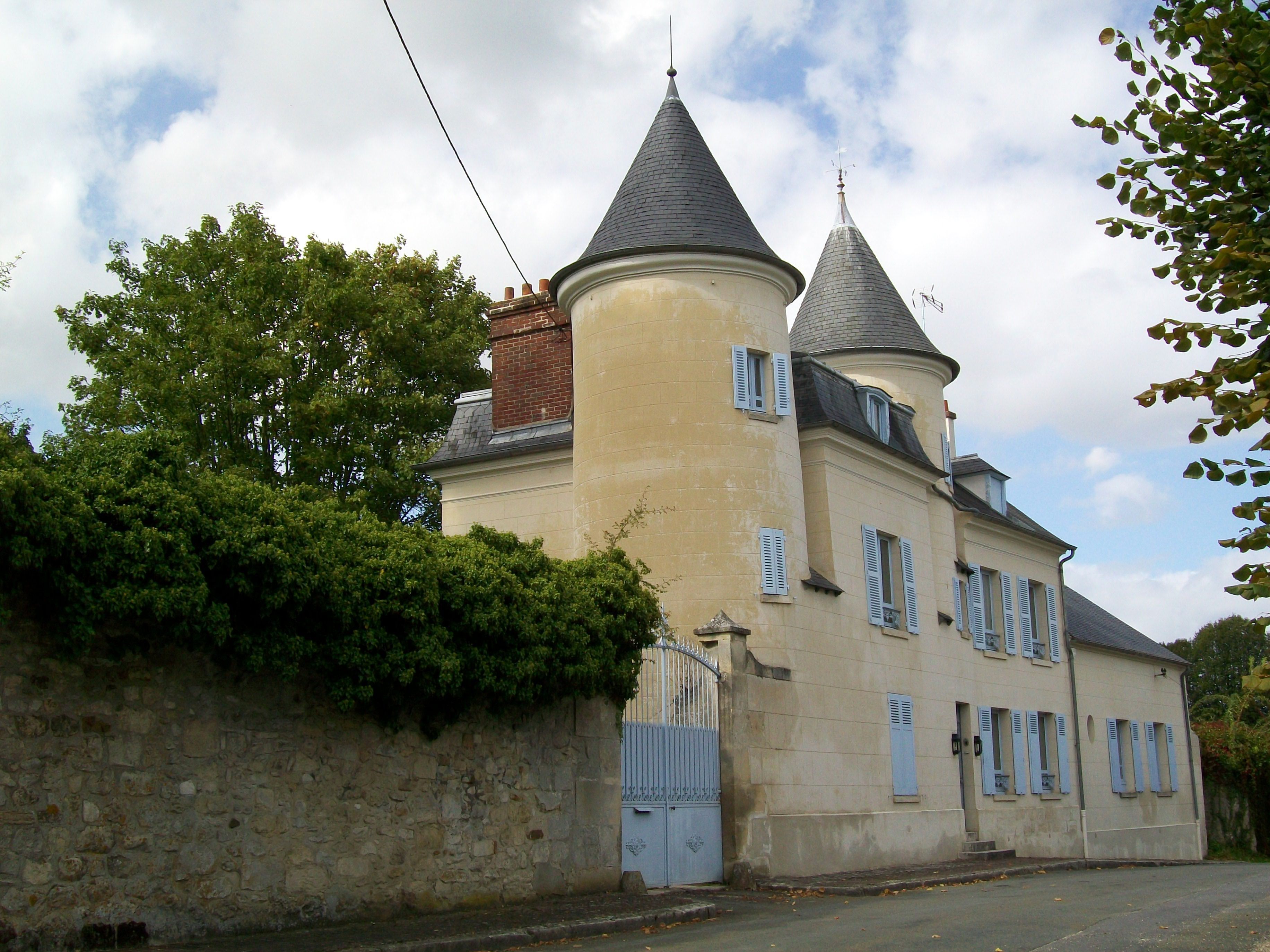
Haus Les Tourelles
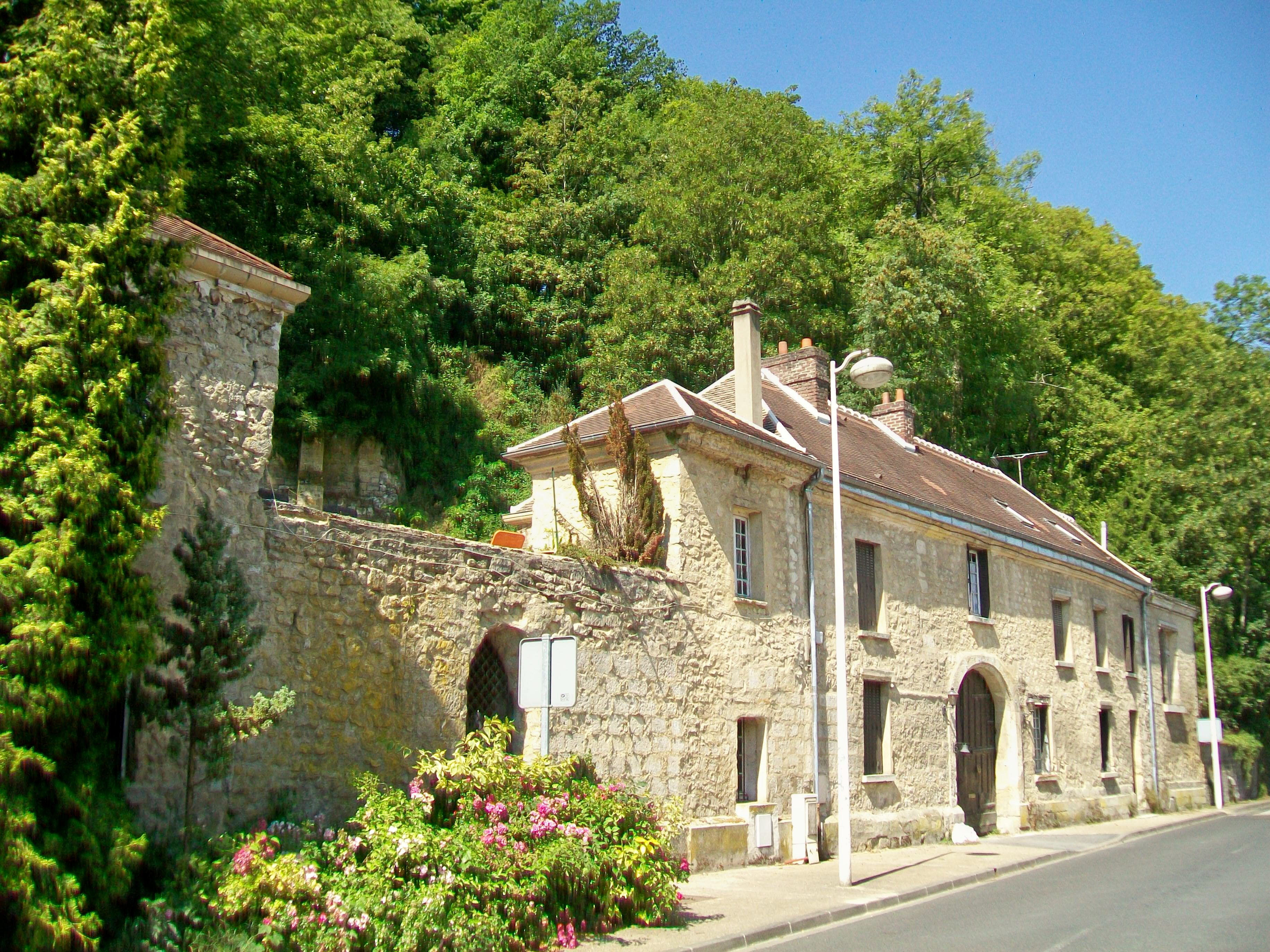
Haus Le Valdampierre (frühere Zehntscheune)